# Поль Думер
Поль Думер (фр. Joseph Athanase Paul Doumer фр.: [pɔl dumɛːʀ]; 22 березня 1857, Оріяк — 7 травня 1932, Париж) — президент Франції (1931—1932).

## Біографія
Поль Думер народився в Оріяку в бідній родині залізничного робітника-рейкоукладача. Через низьку заробітну плату батька житлові умови були важкими для сім'ї, яка тоді жила в кімнаті робочого будинку. У його свідоцтві про народження зазначено, що він є сином Жана Думера, який «працює на залізниці», і Вікторини Давид, яка «не має професії». У віці дванадцяти років через фінансове становище сім'ї йому довелося покинути навчання, щоб стати підмайстром. Навчався на гравера на паризькій фабриці медалей. Водночас він продовжує безкоштовне навчання у Національній консерваторії мистецтв та ремесел. Особливо цікавиться математикою, хімією, латиною та грецькою мовою. У 1876 отримав ступінь бакалавра наук з відзнакою.
У віці двадцяти років, звільнений від військової служби через свій сирітський статус, він був призначений професором математики в коледжі Манд (Лозер). У 1878 році отримав ступінь бакалавра математики — умова, поставлена батьком Бланш Рішель, Клеманом Рішель, щоб він міг одружитися з його дочкою. Залишив викладання у вересні 1883 року, пославшись на проблеми зі здоров'ям, але насправді був роздратований критичним на його адресу звітом Головної інспекції національної освіти.
Потім зробив швидку кар'єру журналіста у Парижі. Через свого вітчима він увійшов у контакт з кількома республіканськими діячами, включаючи сенаторів та генеральних радників Ейни Анрі Мартена та Вільяма Вейдінгтона. За підтримки останнього в 1883 році він став головним редактором газети Le Courrier de l'Aisne в Лані, де і влаштувався. На чолі газети, традиційно помірної, він займає дуже радикальну лінію та полемічний тон. Тому, коли в кінці 1883 помер Анрі Мартен, керівництво газети змусило його піти у відставку. Після цього вимушеного відходу він разом із Габріелем Аното заснував La Tribune de l'Aisne, першим директором якої став і рішуче повернув ліворуч. Також співпрацював з паризькими газетами Le Matin і Le Voltaire.
З 1897 по 1902 він займав посаду генерал-губернатора Французького Індокитаю, з 1902 по 1905 головував у палаті депутатів французького парламенту.
У 1895—1896 роках — міністр фінансів Франції. Прагнучи врівноважити державні фінанси та соціальну справедливість, проводить політику жорсткої економії, переходячи до плану заощаджень та збільшення податку на спадок; виступає за введення всеосяжного та прогресивного податку на прибуток. Його ідеї персоналізації прямого оподаткування викликають опір правих та значної частини суспільства. За підтримки соціалістів принцип прибуткового податку було схвалено Палатою депутатів. Однак жорсткий опір Сенату призвів до відставки всього кабінету. Податок остаточно запроваджено лише 1914 року через необхідність збільшення державних доходів у зв'язку з початком Першої світової війни.
У 1897—1902 роках обіймав посаду генерал-губернатора Французького Індокитаю. На цій посаді відповідав за реорганізацію управління колонією, яка на той час переживала серйозну кризу. Виступив ініціатором адміністративної модернізації, спрямованої на об'єднання різних територій Індокитаю. У 1899 році на зразок індійської державної служби він створив єдиний орган державних служб, нагляд за яким поклав на інспекторів, відповідальних за боротьбу з корупцією та свавіллям. Вимагаючи державотворення з ефективним адміністративним і бюджетним апаратом, він створює централізовані органи. Щоб посилити загальний уряд, він зменшив вплив династії Нгуєна. На підвищення поширеності французької мови він створив Французький інститут Далекого Сходу. Також був фундатором Ханойського медичного університету.
Введення в 1899 році загального бюджету було зроблено на шкоду місцевим бюджетам і, зокрема, Кохінхіну, головного економічного локомотиву Індокитаю. Це викликало різку критику на адресу Поля Думера з боку преси та керівництва Кохінхіна, представники якого стверджували, що він хотів змусити колонію платити за протекторати. Завдяки, зокрема, митам та встановленню податків по солі, опіум та рисовий алкоголь, державному сектору вдалося швидко отримати профіцит бюджету. Хоча ці заходи негативно вплинули на рівень життя корінного населення, водночас вони дозволили отримати через Банк Індокитаю запустити кілька великих інфраструктурних проектів (залізниці, дороги, мости, порти тощо). У Ханої його ім'я носить споруджений у ті роки залізобетонний міст протяжністю 1670 метрів. В галузі сільського господарства він дозволяє розділити землю на користь колоністів та великих французьких компаній. Виступав за акліматизацію каучуку.
Був переконаним прихильником будівництва залізниці, що перетинає всю територію півострова, «Трансіндокитаю», план створення якої почав розробляти його попередник Арман Руссо. Також завершив інфраструктурні роботи у порту Хайфона. Перевів уряд у Ханой, де побудував нову резиденцію для генерал-губернатора й у 1902 року призначив її столицею Індокитаю замість Сайгона.
Організував у Ханої всесвітню виставку, яка проходила у 1902 та 1903 роках, щоб представити модернізацію, що відбувається в Індокитаї. Через високу вартість цього заходу бюджет міста опинився у дефіциті на десятиліття, що стало приводом для його відставки з посади губернатора.
Зіткнувшись з критикою, яку він піддавався після повернення на батьківщину, зокрема, з питання корінних народів, він опублікував у 1905 році працю, присвячену спогадам про Індокитаї, який послужив довідковим матеріалом для французьких воєначальників під час Індокитайської війни. Генерал де Голль назвав його згодом одним із найкращих колоніальних губернаторів в історії Франції.

### Продовження парламентської кар'єри. Перша світова війна
1902 року був знову обраний до Палати депутатів, 1903 року очолив бюджетний комітет. З 1904 по 1931 рік обіймав посаду генерального радника департаменту Ена.
У 1905—1906 роках голова Палати депутатів. У 1906 році після закінчення повноважень Еміля Лубе вперше виставив свою кандидатуру на пост президента Франції, проте зазнав поразки від Армана Фальєра. Під час виборів до законодавчих органів 1910 року залишився без підтримки «лівих» та програв голосування. На два роки перейшов у бізнес-сектор. Був головою численних рад директорів, зокрема Ради директорів «Alcatel», Ради виробників та конструкторів залізничного та трамвайного обладнання, Ради директорів Російського гірничо-металургійного союзу. До 1914 року також обіймав посаду віцепрезидента Союзу металургійної промисловості (UIMM). У ті ж роки очолив Національне управління французьких університетів і шкіл, створене Леоном Буржуа і Полем Дешанелем з метою встановлення зв'язків між французькими та закордонними навчальними закладами. Таким чином, він сприяв створенню та розвитку Французького інституту у Флоренції.
У 1912 році був обраний від [Корсіка|Корсики]] до французького Сенату. На початку 1913 року він приєднався до групи Республіканського союзу, яка об'єднала радикально-демократичні та радикально-соціалістичні ліві. Виступав за реалізацію програми масштабного переозброєння французької армії. З початком Першої світової війни очолив цивільний кабінет військового уряду Парижа під керівництвом генерала Жозефа Галлієні. Організовував оборону французької столиці та її забезпеченням продовольством. З поновленням наприкінці грудня 1914 року роботи парламенту цивільний кабінет військового уряду було скасовано.
У листопаді 1915 року він вирушив з місією до Петрограда, щоб домовитися з імператором Миколою II про відправлення російських військ до Франції. У вересні 1917 року був призначений державним міністром і членом Військового комітету в кабінеті Поля Пенлеве. На цій посаді він, зокрема, домігся прийняття законопроекту про найм на військову службу. Однак у сформований через два місяці кабінет Жоржа Клемансо він не увійшов.
Був послідовним прихильником колоніалізму, допоміг у заснуванні колоніальної школи Парижі (1889) і Академію колоніальних наук (1922), належав до «колоніальної групі» Палати, яка закликала до «цивілізаційної місії» Французької Республіки. Також обіймав посаду президента «Альянс Франсез», яка відповідала за розвиток французької мови та культури за кордоном.

### Президент Франції
На президентських виборах 1931 року йому протистояв Арістід Бріан, який неодноразово очолював французький уряд. Однак на той момент у міністра закордонних справ Бріана серед парламентаріїв було чимало противників, тоді як політично нейтральний, особисто чесний і стабільний у своїй кар'єрі Думер був кандидатурою, яка влаштовувала всіх. Відіграла роль та трагічна доля його сім'ї.
74-річний Думер був одним із найстаріших президентів Франції на момент вступу на посаду (йому було тільки на 53 дні менше, ніж Адольфу Тьєру). На нетривалий період його правління припала низка урядових криз. Багато часу приділяв виконанню представницьких функцій. Він скоротив операційні витрати і кількість прийомів в Єлисейському палаці. Захоплений наукою, він працює над створенням зоологічного парку «Венсенський ліс», який відкриє вже його наступник.
У сфері зовнішньої політики та національної оборони, які викликали його інтерес у напруженому глобальному контексті, він був рішучим [англофіл]]: неодноразово розмовляючи з британським послом у Франції, він захищав союз зі Сполученим Королівством. Противник якої-небудь франко-німецької дружби, він відмовився приймати представників Веймарської республіки в Єлисейському палаці від імені своїх синів, загиблих за Францію.
Був прихильний до політики колоніалізму, зокрема, брав участь у Міжнародній колоніальній виставці, що проходила з травня по листопад 1931 року в Парижі.

### Вбивство
Його президентський термін тривав без тижня. 6 травня 1932 року російський емігрант, козак, автор збірки віршів і «засновник фашистської зеленої партії» Павло Тимофійович Горгулов, маючи запрошення, пройшов на книжковий ярмарок ветеранів, який відкривав президент республіки, і вистрілив у нього кілька разів з пістолета FN Model 1910. У президента потрапили дві кулі: одна в основі черепа, вийшовши за вухом, а інша в праву лопатку. Думер втратив свідомість і був доставлений до шпиталю, де під час операції прийшов до тями і запитав: «Що зі мною трапилося?» Йому відповіли: «Ви потрапили в автомобільну аварію».- «Треба ж, я нічого не помітив!»— сказав Думер, знову впав у забуття і помер о 4-й годині ранку 7 травня.
Загиблому президентові були влаштовані урочисті похорони з заупокійною месою в соборі Нотр-Дам де Парі. Уряд пропонував поховати Думера в Пантеон, як і вбитого в 1894 році президента Саді Карно, але вдова глави держави не побажала цього; труна Думера була внесена під покров Пантеона, але потім віддана землі в сімейному склепі на цвинтарі Вожирар.
Російська еміграція, прагнучи проявити вдячність Франції і відмежуватися від Горгулова, вшанувала пам'ять Думера. Панахида про нього була відслужена митрополитом Євлогієм в Соборі Олександра Невського на вулиці Дарю; в панахиді брали участь представники Російського загальновійськового спілки та інших емігрантських військових організацій. На урочистій месі в день похорону був присутній голова РОВС генерал Євген Міллер та інші діячі білої еміграції.